# Aylo
 (juillet 2022).
L'article doit être relu — et modifié si nécessaire — par des contributeurs indépendants pour apporter un regard critique aux contributions effectuées en violation des conditions d'utilisation de Wikipédia, tant sur la forme (notamment concernant le style encyclopédique, la proportionnalité) que sur le fond (la neutralité de point de vue, la qualité et l'indépendance des sources).
Aylo, anciennement connue sous le nom de MindGeek, est une entreprise multinationale de publication internet spécialisée dans la pornographie qui est propriétaire de nombreux sites comme Pornhub, RedTube et Youporn, ainsi que les studios de production Brazzers, Digital Playground, Men.com, Mofos, Reality Kings et Sean Cody. Elle a été créée par Fabian Thylmann.
Selon plusieurs enquêtes[Lesquelles ?], Aylo serait la plus grande entreprise du monde de l'industrie pornographique et serait établie principalement à Montréal, au Québec.
Domiciliée juridiquement au Luxembourg,, elle a également des bureaux à Hambourg, Londres, Montréal, Los Angeles, Miami, Houston et Nicosie,.
Elle est détenue principalement par Bernard Bergemar.

## Histoire
Dans les années 1990, Fabian Thylmann a créé NATS (Next-Generation Affiliate Tracking Software) qu'il a utilisé pour faire de la publicité à teneur pornographique sur différents sites internet. En 2006 Thylmann vend ses parts dans l'entreprise et rachète le site Privat Amateure.
Entre 2006 et 2010, Thylmann rachète trois autres sites : MyDirtyHobby, Webcams et Xtube (en).
En octobre 2009, les services secrets d'Atlanta auraient saisi 6,4 millions de dollars dans deux comptes appartenant à Mansef d'après le New York magazine pour blanchiment d'argent. En 3 mois, plus de 9 millions de dollars sont transférés vers deux comptes en Israël. Des accords sont trouvés avant le procès et une amende est payée par le groupe.
En mars 2010, Fabian Thylmann rachète Mansef, qui appartient à Stefan Manos et Yuissem Youssef, et Inerhub, propriétaires de Brazzers et Pornhub. Il change alors le nom de l'entreprise en Manwin (le nom de domaine Manwin.com ayant été enregistré trois ans plus tôt). La même année, Thylmann rachète le site WebCams.com.
En 2012, une épidémie de syphilis a ravagé l'industrie porno, alors qu'ironiquement, l'entreprise a lancé une campagne contre la Measure B (en), une loi qui aurait obligé l'usage de préservatifs durant le tournage d'un film porno. L'entreprise aurait cependant aussi exigé des vaccins et proposé de les prendre en charge, et aurait lancé un fonds de subvention pour couvrir les frais de dépistages des infections sexuellement transmissibles des artistes.
Le 16 septembre 2012, Die Welt publie une enquête présentant les rouages du groupe Manwin, comment il s'est construit et comment il contrôle ses entreprises, en expliquant qu'il s'agit du plus important groupe de porno au monde et qu'elle est basée au Luxembourg.
En décembre 2012, Fabian Thylmann est arrêté à son domicile de Bruxelles et poursuivi pour évasion fiscale.
Mike South, journaliste, dévoile en 2013 que l'entreprise Manwin a obtenu un financement de 168 millions de dollars de la part de Fortress Investment Group. Cet investissement fait partie d'une série d'investissements de la part de Colbeck Capital.
Le 18 octobre 2013, Fabien Thylmann cède ses parts dans Manwin à l'actuelle équipe dirigeante de l'entreprise, composée de Feras Antoon et David Tassilo, pour 100 millions de dollars (73 millions d'euros)[réf. à confirmer]. Lors de la fusion de Manwin et du groupe RedTube, le groupe Manwin change de nom et devient MindGeek.
En janvier 2017, le documentaire Pornocratie d'Ovidie interroge le journaliste Lars Marten Nagel de Die Welt qui présente le résultat de l'enquête effectuée de janvier à septembre 2012, et explique les ramifications du groupe. Les journalistes Nate Glass et Lars Marten Nagel expliquent que si Fabian Thylmann est la tête visible du groupe, directeur général et propriétaire, d'autres personnes ont nécessairement donné l'argent pour financer les achats. Le fait que la majorité des employés et le siège étaient en 2012 et sont toujours en 2017 à Montréal et non à Bruxelles là où se trouve Thylmann, et des transactions bancaires remontant à Chypre incite Nate Glass à penser que les véritables dirigeants sont deux anciens banquiers de Goldman Sachs à la bourse de Wall street de New York. Le journaliste Roy Klabin y explique que les personnes du milieu porno qui ont accepté de parler de MindGeek ont été menacés voire mis sur liste noire, rendant difficile l'obtention de témoignages sur MindGeek.
En 2019, l'enquête du journaliste Maxime Bergeron dans le documentaire Montréal XXX réalisé par Frédéric Nassif affirme que MindGeek serait la plus grande entreprise du monde de l'industrie pornographique et serait établie principalement à Montréal.
Le 16 mars 2023, le fonds d'investissement canadien Ethical Capital Partners annonce le rachat de MindGeek pour un montant non divulgué. À la suite de ce rachat, MindGeek devient Aylo.

## Modèle économique
La rentabilité du réseau se base essentiellement sur la publicité. 

## Régie publicitaire et malware
Aylo dispose de son propre réseau publicitaire (TrafficJunky) et affiche chaque jour des milliards de publicités. Les recherches de Conrad Longmore, reprises dans un article de la BBC de 2013 indiquent qu'environ 12,7 % des affichages publicitaires sur Pornhub sont dangereux, ce que conteste Aylo (alors Manwin).

## Controverses

### Soupçons de délit d'initié
En mars 2013 plusieurs salariés d'Aylo ont été entendus dans le cadre d'une enquête de l’Autorité des marchés financiers du Québec concernant le PDG de l'entreprise de jeux-vidéo Amaya Inc pour délit d'initié. Plusieurs salariés d'Aylo ont été accusés d'avoir bénéficié d'une fuite d'informations.

### Non-respect du droit d'auteur
Aylo est régulièrement accusé d'être lié à la mafia et d'avoir, dès ses premiers balbutiements, volé le contenu produit par des dizaines de studios installés sur le marché pornographique. Ce contenu, souvent gratuit et piraté, est mis à disposition des mineurs sans aucune vérification d'âge et/ou d'identité.

### GirlsDoPorn
Dans une action judiciaire, 50 femmes victimes de GirlsDoPorn, site fermé pour trafic d'êtres humains, ont engagé la responsabilité d'Aylo, étant donné que celle-ci aurait continué un partenariat tout en connaissant les activités illégales. Cette action a été suivie d'un accord confidentiel.

### Évasion fiscale, monopole et dégradation des conditions de travail
En janvier 2017, Canal+ diffuse le documentaire Pornocratie réalisé par Ovidie.
Ce documentaire retrace la prise de contrôle de l'industrie du porno par le groupe MindGeek, dont elle brosse un portrait à charge, avec comme vitrine le site Pornhub : le film décrit notamment la manière dont la consommation gratuite sur Internet a entraîné une chute des revenus, l'uberisation du X et la dégradation des conditions de travail des acteurs et actrices contraints à des pratiques de plus en plus extrêmes,,,.
Dans Pornocratie, un journaliste de Die Welt explique que son enquête en 2012 a révélé que les bureaux d'Aylo étaient des bâtiments vides destinés à servir de façade à une « organisation mafieuse » rachetant sous la menace un grand nombre de petites compagnies. Mike South, interrogé par les services secrets après la saisie de deux comptes de Manwin pour blanchiment d'argent à Atlanta, indique qu'une source de Manwin Fortress Investment Group aurait investi dans l'entreprise dans le cadre d'un prêt de 350 millions de dollars de Colbeck Capital en faveur de Manwin, qui a servi à acheter Digital Playgrounds, Babes.com, RedTube bien que peu d'entreprises rachetées génèrent du profit. Mark South avance dans le documentaire que la raison serait que ces sites servent à générer pour d'autres entreprises du groupe du trafic, qui eux-mêmes généreront du trafic pour les sites du groupe, l'ensemble est très difficile à tracer, et permettrait ainsi de blanchir  de l'argent
À l'occasion de la sortie du documentaire, sa réalisatrice déclare qu'avec MindGeek le droit à l'oubli n'existe pas et que la condition des actrices s'est aggravée en tournant des scènes deux fois plus hard pour moitié moins d'argent.
Le film a été sélectionné par de nombreux festivals de films documentaires tels que SXSW à Austin, CPH:DOX à Copenhague, BAFICI à Buenos Aires, DOXA à Vancouver, DOK.fest à Munich, DOCVILLE à Louvain, Way out West à Göteborg.

### Viols de mineurs
En 2021, le groupe est mis en cause pour avoir hébergé des vidéos de viols de mineurs,,.
Lianna McDonald, directrice du Centre canadien de protection de l'enfance, indique que leur robot d'indexation Arachnid a identifié au moins 193 cas de pornographie juvénile sur les plateformes d'Aylo dont 66 images d'enfants prépubères et 74 cas concernants des victimes vraissembablement agés entre 11 et 14 ans. Elle indique qu'il est difficile de prendre au sérieux le témoignage d'Aylo indiquant que tous les contenus sont examinés par des modérateurs.
Outre le contenu illégal modéré trop lentement, MindGeek tolèrerait des vidéos employant différents termes destinés à attirer un public pédophile. Selon le New York Times, il aurait par exemple été possible de trouver 155 000 vidéos en cherchant "13yo" (signifiant 13 ans).

### Blocage des paiements
En novembre 2019, PayPal refuse les paiements pour Mindgeek.
En 2020, les sociétés Visa et Mastercard interdisent les transactions par leurs intermédiaires pour la régie publicitaire de Mindgeek. « Durant cette suspension, les cartes Visa ne pourront pas être utilisées pour acheter de la publicité sur tout site appartenant à Mindgeek, dont Pornhub et les autres sites affiliés ».

### Gestion des données personnelles
En juin 2023, des personnes issue de l'activisme et la recherche portent plainte contre Pornhub, propriété d'Aylo, qui violerait le Règlement général sur la protection des données européen (RGPD) sur plusieurs règles. Le site ne permet pas de refuser simplement les cookies. L'algorithme attribue aussi une préférence sexuelle, qui est une donnée sensible, sans demander d'avis. Les cookies sont par ailleurs partagées avec Google analytics mais aussi TrafficJunky, une plateforme de publicité en ligne appartenant à Aylo.

### Suspension des sites Pornhub, YouPorn et Redtube en France
Le 4 juin 2025, Aylo, a volontairement suspendu l'accès à ses plateformes Pornhub, YouPorn et Redtube en France. Cette décision fait suite à un désaccord avec les autorités françaises concernant la législation sur le contrôle de l'âge des utilisateurs. Aylo critique les mesures imposées par le gouvernement, qu'il juge inefficaces et potentiellement dangereuses pour la protection des données personnelles des utilisateurs .
En guise de protestation, l'entreprise a choisi de bloquer l'accès à ses sites plutôt que de se conformer aux exigences de l'Arcom, l'autorité de régulation des communications en France. Cette suspension est une mesure de pression visant à faire entendre les revendications d'Aylo et à engager un dialogue avec les autorités sur des solutions alternatives pour la vérification de l'âge des utilisateurs.
Interrogée sur France Inter, Clara Chappaz ajoute que « personne n'est au-dessus des lois » et affirme que « si ces sites Internet préfèrent se retirer de France plutôt que de protéger nos enfants, ils n'ont rien à faire chez nous ».

## Principaux sites d'Aylo
| Alexa rank (25 February 2017) | Domain      |
| ----------------------------- | ----------- |
| 40                            | pornhub.com |
| 194                           | redtube.com |
| 236                           | youporn.com |

## Documentaire
- Pornocratie[9] (18 janvier 2017), 85 min, réalisé par Ovidie, produit par Magnéto Presse. Diffusion Canal +